# Nellie Thalbach
Nellie Thalbach (bürgerlich: Nellie Joachim genannt Thalbach; * 1995 in Berlin) ist eine deutsche Schauspielerin und Sprecherin.

## Leben
Nellie Thalbach entstammt der Schauspielerfamilie Besson/Thalbach und wurde als Tochter der Schauspielerin Anna Thalbach geboren. Sie wuchs in Berlin auf, im Alter von zwölf Jahren ging sie auf ein Internat in der Nähe von Hamburg, wo sie fünf Jahre lang blieb.
2002 debütierte sie am Maxim-Gorki-Theater als kleine Polly in der Dreigroschenoper. Ihr Filmdebüt gab sie im 2006 veröffentlichten Spielfilm Maria an Callas von Petra Katharina Wagner, in dem sie die Rolle der Liz verkörperte. Im Kurzfilm Beeke von Charlotte Rolfes hatte sie 2014 die Titelrolle. An der Komödie am Kurfürstendamm war sie an der Seite ihrer Mutter Anna Thalbach und ihrer Großmutter Katharina Thalbach seit 2011 unter anderem in Die Glasmenagerie von Tennessee Williams als Laura Wingfield, in Roter Hahn im Biberpelz nach Gerhart Hauptmanns Der Biberpelz und Der rote Hahn in der Rolle der Adelheid und als Gustav Rauchhaupt sowie in Der Raub der Sabinerinnen von Franz und Paul von Schönthan als Paula Gollwitz zu sehen. Am Deutschen Theater Berlin spielte sie 2014 in Frei-Boxen.
2016 verkörperte sie an der Seite ihrer Mutter und ihrer Großmutter im ARD-Fernsehfilm Wir sind die Rosinskis die Rolle der Angelique Rosinski. In der Fernsehsendung Quizduell war sie im März 2018 gemeinsam mit ihrer Großmutter Kandidatin. Unter der Regie von Christoph Letkowski wirkte sie in dem im Juni 2018 veröffentlichten Musikvideo zu dem Song Niemand wie ihr der Band Feine Sahne Fischfilet mit. In dem im September 2018 erstausgestrahlten ZDF-Fernsehfilm Lotte Jäger und die Tote im Dorf spielte sie die Rolle des Mordopfers Manuela Kirschner, die in Rückblenden zu sehen ist. Im März 2023 war sie in der Auftaktfolge Lügenbaby zur neunten Staffel der ORF/ZDF-Serie Lena Lorenz als Lenas Klientin Flora Bergmann im ORF zu sehen.
In dem beim Deutschen Filmpreis 2025 in der Kategorie Bester Kinderfilm ausgezeichneten Kinofilm Akiko, der fliegende Affe von Veit Helmer lieh sie dem Äffchen ihre Stimme.

## Filmografie (Auswahl)

### Als Darstellerin
- 2006: Maria an Callas
- 2014: Beeke (Kurzfilm)
- 2016: Wir sind die Rosinskis
- 2016: Marie Curie
- 2018: Lotte Jäger und die Tote im Dorf
- 2019: SOKO Wismar – Verliebt, verlobt verstorben (Fernsehserie)
- 2019: Letzte Spur Berlin – Unmündig (Fernsehserie)
- 2019: Unterm Birnbaum (Fernsehfilm)
- 2020: In aller Freundschaft – Die jungen Ärzte – Missverständnisse (Fernsehserie)
- 2020: Julia muss sterben
- 2021: Prey
- 2021: Dürer (Fernsehfilm)
- 2023: Lena Lorenz – Lügenbaby (Fernsehreihe)
- 2025: Kundschafter des Friedens 2

### Als Sprecherin
- 2016: Der kleine Rabe Socke (Fernsehserie)
- 2025: Akiko, der fliegende Affe (Kinofilm)

## Hörbücher/Hörspiele (Auswahl)

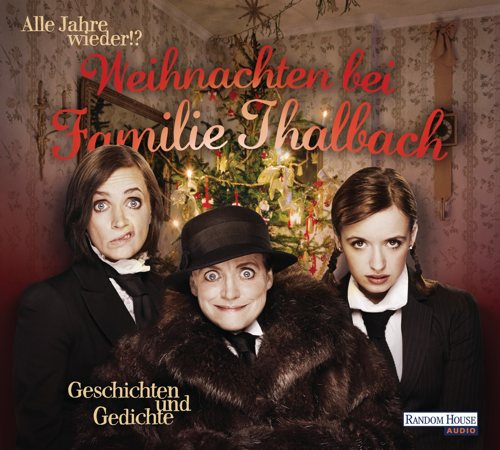
Hörbuch-Cover von Random House Audio mit Katharina Thalbach vorn, Anna Thalbach links und Nellie Thalbach rechts (2014)

- 2005: Unsichtbare Wegbegleiter: von Engeln und Schutzengeln, mit Katharina Thalbach, Regie Kirsten E. Lehmann, Der Audio Verlag, Berlin 2005, ISBN 978-3-89813-450-7
- 2008: Saga von Conor Kostick, Regie: Frank Gustavus. mit Anna Thalbach, Oetinger-Verlag, Hamburg 2008, ISBN 978-3-8373-0362-9
- 2014: Alle Jahre wieder!? Weihnachten bei Familie Thalbach. Geschichten und Gedichte, gemeinsam mit Anna und Katharina Thalbach, Random House Audio, München 2014, ISBN 978-3-8371-2850-5
- 2016: Schon wieder?! : Geschichten und Gedichte mit Mann und Hund, gemeinsam mit Anna und Katharina Thalbach und Pierre Besson, Random House Audio, München 2016, ISBN 978-3-8371-3462-9
- 2016: Good as gone von Amy Gentry, Regie Anja Herrenbrück, gemeinsam mit Anna Thalbach, Der Hörverlag, München 2016, ISBN 978-3-8445-2540-3
- 2018: Witwendramen von Fitzgerald Kusz, gemeinsam mit Anna und Katharina Thalbach, Random House Audio, München 2018, ISBN 978-3-8371-4218-1
- 2020: Dry von Neal Shusterman & Jarred Shusterman, gemeinsam mit Madiha Kelling Bergner, Jacob Weigert, Marian Funk und Thomas Nicolai, Argon Verlag, Berlin 2020, ISBN 978-3-7324-5493-8
- 2021: Was Schildkröten im Schilde führen (gemeinsam mit Katharina Thalbach), Random House Audio, ISBN 978-3-8371-5823-6 (Hörbuch)
- 2022: Neal Shusterman & Jarrod Shusterman: ROXY: Ein kurzer Rausch, ein langer Schmerz (u. a. mit Timmo Niesner & Vera Teltz), Argon Verlag, ISBN 978-3-7324-5754-0 (Hörbuch-Download)

## Auszeichnungen und Nominierungen
- 2019: Nominierung für den Deutschen Animationssprecherpreis für den kleinen Dachs in Der kleine Rabe Socke – Die Suche nach dem verlorenen Schatz[12]